# Liste der Kulturdenkmäler in Kandel (Pfalz)
In der Liste der Kulturdenkmäler in Kandel sind alle Kulturdenkmäler der rheinland-pfälzischen Stadt Kandel einschließlich des Stadtteils Minderslachen aufgeführt. Grundlage ist die Denkmalliste des Landes Rheinland-Pfalz (Stand: 26. Juni 2023).

## Kandel

### Denkmalzonen
| Bezeichnung          | Lage | Baujahr | Beschreibung | Bild            |
| -------------------- | --- | ------- | --- | --------------- |
| Denkmalzone Ortskern | Am Plätzel (alle Nummern), Hauptstraße 25–63 (ungerade Nummern) und 20–80 (gerade Nummern), Landauer Straße 1–11 (ungerade Nummern) und 2–8 (gerade Nummern), Marktstraße 7–23 (ungerade Nummern) und 8, Rathausgasse (alle Nummern) und Turmstraße 1–5 und 7 Lage |         | Haupt- und Landauer Straße geprägt durch geschlossene Zeilen dicht gereihter Zweiseithöfe mit durchweg giebelständigen zweigeschossigen Häusern; von der Hauptstraße zur Kirche und zum ehemaligen Kirchhof führen Turmstraße und Rathausgasse, beide ebenfalls mit dichter historischer Bebauung; südlich des Kirchhofs kleiner Platz (Am Plätzel); heutiger Marktplatz wohl erst im 19. Jahrhundert auf Teilen des alten Kirchhofs entstanden, auf der Nordseite begrenzt von älterer Häuserzeile an der Marktstraße (im Osten von stattlichem Schulbau des mittleren 19. Jahrhunderts) | Fotos hochladen |

### Einzeldenkmäler
| Bezeichnung                        | Lage                                    | Baujahr                           | Beschreibung | Bild                           |
| ---------------------------------- | --------------------------------------- | --------------------------------- | --- | ------------------------------ |
| Wohnhaus                           | Am Plätzel 1 Lage                       | 18. Jahrhundert                   | Fachwerkhaus, 18. Jahrhundert, Anbau mit Querdach, wohl aus der ersten Hälfte des 19. Jahrhunderts                                                                                        | Fotos hochladen                |
| Wohnhaus                           | Am Plätzel 3 Lage                       | 1707                              | stattliches Fachwerkhaus, teilweise massiv, bezeichnet 1707 | Fotos hochladen                |
| Wohnhaus                           | Am Plätzel 4 Lage                       | 18. Jahrhundert                   | langgestrecktes Fachwerkhaus, teilweise massiv, 18. Jahrhundert | Fotos hochladen                |
| Wohn- und Geschäftshaus            | Bahnhofstraße 3 Lage                    | 17. oder 18. Jahrhundert          | Fachwerkhaus, teilweise massiv, verputzt oder verschiefert, polygonaler Haubenerker, Walmdach, wohl aus dem 17. oder 18. Jahrhundert                                                      | Fotos hochladen                |
| Frankenhof                         | Bahnhofstraße 4 Lage                    | 18. Jahrhundert                   | Hauptgebäude des Frankenhofs; Fachwerkbau, Eckerker, Walmdach, 18. Jahrhundert, im 19. Jahrhundert verändert, Obergeschoss teilweise erneuert, bezeichnet 1704 und 1946                   | Fotos hochladen                |
| Postamt                            | Bahnhofstraße 6 Lage                    | 1927                              | Walmdachbau, Reformarchitektur, bezeichnet 1927; Reliefplatte, bezeichnet 1930 | Fotos hochladen                |
| Gasthaus „Zum Rössel“              | Bahnhofstraße 9 Lage                    | 1761                              | Hauptbau des Gasthauses „Zum Rössel“; Fachwerkhaus, teilweise massiv, bezeichnet 1761 | Fotos hochladen                |
| Forstamt Kandel                    | Bahnhofstraße 28 Lage                   | um 1910                           | stattlicher Putzbau, Reformarchitektur, um 1910 | Fotos hochladen                |
| Wohnhaus                           | Bismarckstraße 1 Lage                   |                                   | Fachwerkhaus in Traufstellung | Fotos hochladen                |
| Wohnhaus                           | Bismarckstraße 8/10 Lage                | um 1900                           | Doppelwohnhaus; langgestreckter eingeschossiger Klinkerbau, Neurenaissance, um 1900 | Fotos hochladen                |
| Wohnhaus                           | Bismarckstraße 18 Lage                  | Anfang des 20. Jahrhunderts       | historisierender Massivbau, Fachwerkzwerchhaus mit hölzernem Balkon, Anfang des 20. Jahrhunderts                                                                                          | Fotos hochladen                |
| Wohn- und Geschäftshaus            | Bismarckstraße 19 Lage                  | Anfang des 20. Jahrhunderts       | dreigeschossiges Eckwohn- und Geschäftshaus, große Bogenfenster, Anfang des 20. Jahrhunderts                                                                                              | Fotos hochladen                |
| Bahnhof Kandel                     | Georg-Todt-Straße 2 Lage                | um 1860                           | spätklassizistischer Typenbau, um 1860, Bahnsteigüberdachung, Holz, 19. Jahrhundert (um 1860?)                                                                                            | weitere Bilder Fotos hochladen |
| Wohnhaus                           | Hauptstraße 13a/13b Lage                | 18. Jahrhundert                   | eingeschossiges Fachwerkhaus mit Kniestock, 18. Jahrhundert | Fotos hochladen                |
| Wohnhaus                           | Hauptstraße 20 Lage                     | 1737                              | Fachwerkhaus, bezeichnet 1737 | Fotos hochladen                |
| Fachwerkhaus                       | Hauptstraße 24 Lage                     | 1745                              | Fachwerkhaus, teilweise massiv, bezeichnet 1745 | Fotos hochladen                |
| Hofanlage                          | Hauptstraße 25 Lage                     | 1754                              | Fachwerkhaus, bezeichnet 1754, überdachtes Fachwerkhoftor, Fachwerknebengebäude | Fotos hochladen                |
| Hofanlage                          | Hauptstraße 27/29 Lage                  | vor 1738                          | mehrteiliger Baukomplex; Nr. 27 Putzbau; Nr. 29 Fachwerkhaus, bezeichnet 1738 (Bild) (Verlängerung)                                                                                       | Fotos hochladen                |
| Wohnhaus                           | Hauptstraße 32 Lage                     | 1716                              | Fachwerkhaus, teilweise massiv, bezeichnet 1716 | Fotos hochladen                |
| Wohnhaus                           | Hauptstraße 33 Lage                     | Anfang des 18. Jahrhunderts       | Fachwerkhaus, wohl vom Anfang des 18. Jahrhunderts | Fotos hochladen                |
| Wohnhaus                           | Hauptstraße 35 Lage                     | 1739                              | Fachwerkhaus, teilweise massiv, bezeichnet 1739 | Fotos hochladen                |
| Wohnhaus                           | Hauptstraße 44 Lage                     | 1719                              | stattliches Fachwerkhaus, bezeichnet 1719 | Fotos hochladen                |
| Hofanlage                          | Hauptstraße 47 Lage                     | Mitte des 18. Jahrhunderts        | unvollständiger Dreiseithof, Mitte des 18. Jahrhunderts; Fachwerkhaus, teilweise massiv, Fachwerk-Wirtschaftsgebäude                                                                      | Fotos hochladen                |
| Wohnhaus                           | Hauptstraße 50 Lage                     | 1720                              | stattliches Fachwerkhaus, bezeichnet 1720 | Fotos hochladen                |
| Wohnhaus                           | Hauptstraße 51 Lage                     | Anfang des 18. Jahrhunderts       | stattliches Fachwerkhaus, Anfang des 18. Jahrhunderts | Fotos hochladen                |
| Rathaus                            | Hauptstraße 61 Lage                     | 1773–83                           | stattlicher Mansarddachbau, 1773–83 | weitere Bilder Fotos hochladen |
| Wohnhaus                           | Hauptstraße 70 Lage                     | 1741                              | Fachwerkhaus, bezeichnet 1741 | Fotos hochladen                |
| Schafhaus                          | Hauptstraße 73 Lage                     | 1660                              | stattlicher Fachwerkbau, bezeichnet 1660; Torbogen mit Kugelbesatz (sogenanntes Dampfnudeltor)                                                                                            | Fotos hochladen                |
| Wohn- und Geschäftshaus            | Hauptstraße 74 Lage                     | erste Hälfte des 18. Jahrhunderts | Fachwerkhaus, erste Hälfte des 18. Jahrhunderts, straßenseitig in Klinker erneuert, Schaufensterfront, um 1900                                                                            | Fotos hochladen                |
| Wohnhaus                           | Hauptstraße 80 Lage                     | 1753                              | stattliches Fachwerkhaus, bezeichnet 1753 | Fotos hochladen                |
| Geschäftshaus                      | Hauptstraße 87 Lage                     | ab dem 18. Jahrhundert            | Geschäftshaus; weitgehender Neubau unter Verwendung von Fachwerkteilen des 18. Jahrhunderts                                                                                               | Fotos hochladen                |
| Wohn- und Geschäftshaus            | Hauptstraße 96 Lage                     | 1668                              | stattliches Fachwerkhaus, bezeichnet 1668, straßenseitig massiv erneuert, Schaufensterfront, 19. Jahrhundert                                                                              | Fotos hochladen                |
| Wohn- und Geschäftshaus            | Hauptstraße 98 Lage                     | 1697                              | Fachwerkhaus, bezeichnet 1697, straßenseitig neuere Schaufensterfront | Fotos hochladen                |
| Wohn- und Geschäftshaus            | Hauptstraße 102 Lage                    | 1710                              | Fachwerkhaus, bezeichnet 1710, straßenseitig neuere Schaufensterfront | Fotos hochladen                |
| Hofanlage                          | Hauptstraße 103 Lage                    | 1719                              | Hofanlage; Fachwerkhaus, bezeichnet 1719, eingeschossiger Fachwerkanbau, Fachwerkscheune, bezeichnet 1719                                                                                 | Fotos hochladen                |
| Wohn- und Geschäftshaus            | Hauptstraße 108 Lage                    | 1770                              | Fachwerkhaus, bezeichnet 1770, straßenseitig neuere Schaufensterfront | Fotos hochladen                |
| Wohn- und Geschäftshaus            | Hauptstraße 110 Lage                    | 1729                              | Fachwerkhaus, bezeichnet 1729 | Fotos hochladen                |
| Wohnhaus                           | Hauptstraße 114 Lage                    | Anfang des 18. Jahrhunderts       | Fachwerkhaus, Anfang des 18. Jahrhunderts | Fotos hochladen                |
| Friedhofskreuz und Grabmäler       | Landauer Straße, auf dem Friedhof Lage  | 19. Jahrhundert                   | Friedhofskreuz, Kruzifix auf klassizistischem Sockel, bezeichnet 1819, 1866, 1956; einzelne aufwändige Grabmäler, 19. Jahrhundert                                                         | BW                             |
| Wohnhaus                           | Landauer Straße 1 Lage                  | um 1800                           | stattliches Fachwerkhaus, Walmdach, um 1800 | Fotos hochladen                |
| Wohnhaus                           | Landauer Straße 5 Lage                  | 1738                              | Fachwerkhaus, bezeichnet 1738 | Fotos hochladen                |
| Wohn- und Geschäftshaus            | Landauer Straße 8 Lage                  | erste Hälfte des 18. Jahrhunderts | Fachwerkhaus, erste Hälfte des 18. Jahrhunderts, straßenseitig massiv erneuert, Schaufensterfront, um 1900; rückwärtig eingeschossiger Fachwerktrakt, erste Hälfte des 19. Jahrhunderts   | Fotos hochladen                |
| Wohnhaus                           | Landauer Straße 17 Lage                 | 18. Jahrhundert                   | stattlicher Walmdachbau, 18. Jahrhundert; kleine Flügelanbauten; bauzeitliche Torpfeiler                                                                                                  | Fotos hochladen                |
| Villa                              | Landauer Straße 18 Lage                 | um 1920                           | stattliche Walmdachvilla, Reformarchitektur, um 1920 | Fotos hochladen                |
| Kindergarten                       | Landauer Straße 21 Lage                 | um 1900                           | ehemalige Villa; stattlicher späthistoristischer Massivbau, teilweise Zierfachwerk, um 1900                                                                                               | Fotos hochladen                |
| Grundschule                        | Marktstraße 6 Lage                      | um 1860                           | Grundschule, ehemalige Volksschule; dreigeschossiger spätklassizistischer Walmdachbau, Seitenflügel ursprünglich zweigeschossig, um 1860                                                  | Fotos hochladen                |
| Kindergarten                       | Marktstraße 9 Lage                      | Mitte des 18. Jahrhunderts        | langgestrecktes Fachwerkhaus, vordere Hälfte um die Mitte des 18. Jahrhunderts, rückwärtige Hälfte etwas jünger                                                                           | Fotos hochladen                |
| Evangelisches Pfarrhaus            | Marktstraße 35 Lage                     | Anfang des 19. Jahrhunderts       | eingeschossiger siebenachsiger Halbwalmdachbau, Anfang des 19. Jahrhunderts | Fotos hochladen                |
| Wohnhaus                           | Marktstraße 55 Lage                     | Ende des 18. Jahrhunderts         | stattlicher Walmdachbau, rückwärtig niedrigerer Fachwerkseitenflügel, Torpfeiler, Garten, wohl vom Ende des 18. Jahrhunderts oder um 1800                                                 | Fotos hochladen                |
| Wohnhaus                           | Rathausgasse 2 Lage                     |                                   | Putzbau mit Fachwerkgiebel | BW                             |
| Wohnhaus                           | Rheinstraße 2 Lage                      | 1842                              | stattlicher zweiflügeliger Fachwerkbau, teilweise massiv, bezeichnet 1842 | Fotos hochladen                |
| Wohnhaus                           | Rheinstraße 6 Lage                      | 1798                              | eingeschossiges Fachwerkhaus, bezeichnet 1798 | Fotos hochladen                |
| Wohnhaus                           | Rheinstraße 14 Lage                     | 17. Jahrhundert                   | Fachwerkhaus, teilweise massiv, eventuell noch aus dem 17. Jahrhundert | Fotos hochladen                |
| Wohnhaus                           | Rheinstraße 26 Lage                     | 17. Jahrhundert                   | Fachwerkhaus, 17. Jahrhundert | Fotos hochladen                |
| Hofanlage                          | Rheinstraße 37 Lage                     | frühes 18. Jahrhundert            | langgestrecktes Fachwerkhaus, frühes 18. Jahrhundert, um 1800 Verlängerung mit Erhöhung des Kniestocks im 19. Jahrhundert, kurzer Fachwerkseitenflügel, erste Hälfte des 19. Jahrhunderts | Fotos hochladen                |
| Wohnhaus                           | Rheinstraße 50 Lage                     | 1811                              | stattliches Fachwerkhaus, bezeichnet 1811 | Fotos hochladen                |
| Wohnhaus                           | Rheinstraße 70 Lage                     | 1813                              | stattliches Fachwerkhaus, bezeichnet 1813 | Fotos hochladen                |
| Wohnhaus                           | Rheinstraße 82 Lage                     | 1722                              | Fachwerkhaus, teilweise massiv, bezeichnet 1722 | Fotos hochladen                |
| Wohnhaus                           | Rheinstraße 90 Lage                     | 18. Jahrhundert                   | eingeschossiges Fachwerkhaus mit Kniestock, teilweise massiv, 18. Jahrhundert | Fotos hochladen                |
| Wohnhaus                           | Saarstraße 47/49 Lage                   | erste Hälfte des 19. Jahrhunderts | Doppelwohnhaus; langgestreckter Fachwerkbau, teilweise massiv, erste Hälfte des 19. Jahrhunderts                                                                                          | Fotos hochladen                |
| Wohnhaus                           | Saarstraße 63 Lage                      | 1726                              | Fachwerkhaus, bezeichnet 1726 | Fotos hochladen                |
| Wohnhaus                           | Saarstraße 131 Lage                     | 1774                              | eingeschossiges Fachwerkhaus mit Kniestock, bezeichnet 1774 | Fotos hochladen                |
| Wohnhaus                           | Saarstraße 161 Lage                     | 18. Jahrhundert                   | Fachwerkhaus, 18. Jahrhundert | Fotos hochladen                |
| Wohnhaus                           | Saarstraße 165 Lage                     |                                   | Fachwerkhaus | Fotos hochladen                |
| Wohnhaus                           | Saarstraße 177 Lage                     | Mitte des 19. Jahrhunderts        | siebenachsiger Krüppelwalmdachbau, wohl aus der Mitte des 19. Jahrhunderts | Fotos hochladen                |
| Wohnhaus                           | Saarstraße 179 Lage                     | Mitte des 18. Jahrhunderts        | Fachwerkhaus, teilweise massiv, wohl aus der Mitte des 18. Jahrhunderts | Fotos hochladen                |
| Wohnhaus                           | Turmstraße 1 Lage                       | 1802                              | langgestrecktes Fachwerkhaus, bezeichnet 1802 | Fotos hochladen                |
| Wohnhaus                           | Turmstraße 3 Lage                       | Anfang des 18. Jahrhunderts       | Fachwerkhaus, teilweise massiv, wohl vom Anfang des 18. Jahrhunderts | Fotos hochladen                |
| Wohnhaus                           | Turmstraße 4 Lage                       | 1768                              | Fachwerkhaus, bezeichnet 1768 | Fotos hochladen                |
| Wohnhaus                           | Turmstraße 5 Lage                       | 1717                              | Fachwerkhaus, bezeichnet 1717 | Fotos hochladen                |
| Evangelische Pfarrkirche St. Georg | Turmstraße 6 Lage                       | ab 1468                           | dreischiffige gotisierende Emporenhalle, 1836–40, Architekt August von Voit, spätgotischer Chor, 1468–75, Westturm 1501–09                                                                | weitere Bilder Fotos hochladen |
| Kriegerdenkmal                     | Turmstraße, vor Nr. 6 Lage              | 1927                              | Kriegerdenkmal 1914/18, bezeichnet 1927 | weitere Bilder Fotos hochladen |
| Kehrt’sches Haus                   | Turmstraße 7 Lage                       | erste Hälfte des 18. Jahrhunderts | ehemaliges Wohnhaus der protestantischen Lehrer (und Glöckner), heute durch die VHS Kandel genutzt; Fachwerkbau, erste Hälfte des 18. Jahrhunderts                                        | Fotos hochladen                |
| Verwaltungsgebäude                 | Wasgaustraße 4 Lage                     | Mitte des 19. Jahrhunderts        | Verwaltungsgebäude, ehemaliges Gefängnis; Walmdachbau, 5 zu 3 Achsen, Mitte des 19. Jahrhunderts                                                                                          | Fotos hochladen                |
| Leistenmühle                       | nordöstlich der Stadt am Erlenbach Lage |                                   | größere Hofanlage; zumindest teilweise älterer Fachwerk-Baubestand | Fotos hochladen                |

## Minderslachen

### Einzeldenkmäler
| Bezeichnung  | Lage                             | Baujahr                   | Beschreibung                                                                                   | Bild            |
| ------------ | -------------------------------- | ------------------------- | ---------------------------------------------------------------------------------------------- | --------------- |
| Wohnhaus     | Brehmstraße 9 Lage               | Ende des 18. Jahrhunderts | eingeschossiges Fachwerkhaus, teilweise massiv, Ende des 18. Jahrhunderts                      | Fotos hochladen |
| Mannpforte   | Brehmstraße, zu Nr. 25 Lage      | 160[x]                    | Mannpforte, Sandstein, bezeichnet 160[x]                                                       | BW              |
| Hofanlage    | Brehmstraße 127 Lage             | Ende des 18. Jahrhunderts | Fachwerkhaus, teilweise massiv, wohl vom Ende des 18. Jahrhunderts, Fachwerkstall und -scheune | Fotos hochladen |
| Bartelsmühle | Bartelsmühlring ohne Nummer Lage |                           | großer Vierseithof, zumindest teilweise Fachwerk                                               | BW              |